# Hene-Skultorp
Hene-Skultorp är ett naturreservat i Skövde kommun i Västra Götalands län.
Området är skyddat sedan 2004 och omfattar 256 hektar. Det är beläget väster om Skultorp och Hentorp på Billingens sluttning mot söder, öster och nordost.

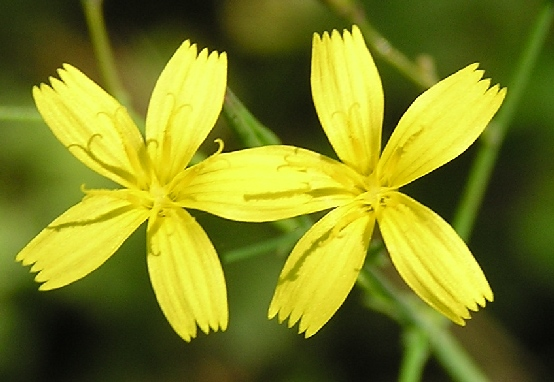
Skogssallat

Reservatet omfattar mindre delar av den nästan plana diabasplatån, diabasbranter och olika grad av sluttande mark nedanför branterna. Längst i söder är terrängen nästan plan. Området präglas mest av den stora arealen lövdominerad skog med ek-hassellundar, ekhagar och klibbalsumpskog. I de norra delarna av reservatet finns ett kuperat kamelandskap. I östra delen av området rinner Risängsbäcken i en ravin. I Henedelen finns en äldre ängsgranskog. 
Den kalkpåverkade marken bidrar till en rik markflora med många kalkgynnade växter. Där växer bland andra skogssallat, skogsviol, harsyra, skogsbingel, myskmadra, tandrot, vårärt, lundstjärnblomma, stinksyska och hässlebrodd. 
Inom reservatet finns fornlämningar i form av stensättningar. 
Området ingår i EU:s ekologiska nätverk av skyddade områden, Natura 2000. 